# Marian Filar
Marian Andrzej Filar (ur. 6 października 1942 w Krośnie, zm. 1 czerwca 2020 w Toruniu) – polski prawnik, nauczyciel akademicki i polityk, profesor nauk prawnych, poseł na Sejm VI kadencji.

## Życiorys

### Działalność naukowa
Syn Kazimiery. Ukończył Liceum Ogólnokształcące w Krośnie, a następnie Pomaturalne Technikum Górnicze w Krakowie, pracując równocześnie w kopalniach węgla kamiennego. W 1967 ukończył studia na Wydziale Prawa i Administracji Uniwersytetu Mikołaja Kopernika w Toruniu. Doktoryzował się z prawa w 1972 na tym samym wydziale. Habilitację uzyskał w 1977. W latach 1978–1979 był wykładowcą Wyższej Szkoły Oficerskiej MSW im. Feliksa Dzierżyńskiego w Legionowie. Tytuł naukowy profesora otrzymał w 1988, profesorem zwyczajnym został w 1991. W 1990 został kierownikiem Katedry Prawa Karnego i Polityki Kryminalnej UMK w Toruniu. Był dziekanem Wydziału Prawa i Administracji UMK w Toruniu w latach 1988–1990 i prorektorem tej uczelni od 1990 do 1993.
Członek licznych towarzystw naukowych polskich i międzynarodowych, także gremiów kierowniczych. Autor ponad 180 prac i wydawnictw książkowych w języku polskim i językach obcych z dziedziny prawa karnego, w tym dotyczącego przestępstw przeciwko wolności seksualnej i aspektów prawa medycznego, a także polityki kryminalnej. Promotor licznych rozpraw doktorskich i prac magisterskich.
Wykładowca na licznych uczelniach zagranicznych (m.in. w Niemczech, Włoszech i Finlandii). Był ekspertem Organizacji Narodów Zjednoczonych w dziedzinie zapobiegania i kontroli przestępczości i współautorem polskiej kodyfikacji prawa karnego. Specjalizował się w dziedzinie definicji przestępstw seksualnych.
Był sekretarzem generalnym Towarzystwa Naukowego w Toruniu, prezesem Towarzystwa Miłośników Torunia, a także prezydentem Klubu Rotary Młyniec Drugi w kadencji 2005–2006. Autor cotygodniowych felietonów prasowych, najpierw w „Nowościach”, następnie w toruńskim dodatku lokalnym „Gazety Wyborczej”. Powoływany w skład Komitetu Bioetyki Polskiej Akademii Nauk.

### Działalność polityczna
Należał do Kongresu Liberalno-Demokratycznego, potem do Unii Wolności oraz do Partii Demokratycznej – demokraci.pl (do sierpnia 2006, gdy zanikły jej struktury lokalne). W latach 1997–2001 był wiceprzewodniczącym Trybunału Stanu.
Bez powodzenia kandydował w różnych wyborach – w 1997 ubiegał się o mandat posła z listy Unii Wolności. W 2001 startował do Senatu z ramienia komitetu Blok Senat 2001, rok później z lokalnego ugrupowania do sejmiku. W czerwcu 2004 kandydował w wyborach do Parlamentu Europejskiego, zdobywając 29 185 głosów (drugie miejsce w województwie kujawsko-pomorskim, jednak nie został eurodeputowanym). W wyborach parlamentarnych w 2005 był liderem Partii Demokratycznej – demokraci.pl w okręgu toruńsko-włocławskim. W wyborach samorządowych w 2006 kandydował na urząd prezydenta Torunia z własnego komitetu przy poparciu Platformy Obywatelskiej. Uzyskał drugi wynik – 11 960 głosów (18,71%), przegrywając z ubiegającym się o reelekcję Michałem Zaleskim.
W wyborach parlamentarnych w 2007 uzyskał mandat poselski z listy Lewicy i Demokratów (jako kandydat bezpartyjny, rekomendowany przez Partię Demokratyczną) w okręgu toruńskim z wynikiem 21 892 głosy. W grudniu 2007 został reprezentantem Sejmu w Krajowej Radzie Sądownictwa. Po wyborach ponownie wstąpił do Partii Demokratycznej, zasiadał w Radzie Politycznej i władzach regionalnych tego ugrupowania. Po odejściu z LiD posłów związanych z PD współtworzył powołane 9 kwietnia 2008 Demokratyczne Koło Poselskie.
W styczniu 2009 Instytut Pamięci Narodowej wniósł o jego lustrację w związku z podejrzeniami o „kłamstwo lustracyjne”. 26 czerwca tego samego roku Sąd Okręgowy w Bydgoszczy uznał jego oświadczenie o zaprzeczeniu współpracy za zgodne z prawdą.
W tym samym miesiącu wraz z Bogdanem Lisem opuścił Partię Demokratyczną, a na początku lipca 2009 przystąpił do Stronnictwa Demokratycznego (był członkiem rady naczelnej oraz zarządu głównego partii). 16 lipca 2009 jego koło poselskie zostało przemianowane na DKP SD, a w czerwcu 2011 przestało istnieć, w wyniku czego został posłem niezrzeszonym. W tym samym roku bezskutecznie kandydował na senatora jako kandydat KWW Unia Prezydentów – Obywatele do Senatu.
Pochowany na cmentarzu komunalnym nr 2 w Toruniu.

## Wybrane publikacje
- Lekarskie prawo karne, 2000.
- Odpowiedzialność lekarzy i zakładów opieki zdrowotnej, 2004.
- Pornografia: studium z dziedziny polityki kryminalnej, 1977.
- Przestępstwa seksualne w polskim prawie karnym, 1985.
- Przestępstwo zgwałcenia w polskim prawie karnym, 1974.
- Seksuologia kulturowa (współautor), 1980.
- Transpozycje płci: transseksualizm i inne zaburzenia identyfikacji płciowej (współautor), 2001.
- W służbie utopii, 1992.
- Zarys prawa karnego (współautor), 1978.

## Odznaczenia
- Krzyż Oficerski Orderu Odrodzenia Polski (2015)[9][10]
- Medal Komisji Edukacji Narodowej